# Polarna lisica
Polarna lisíca ali pesec (znanstveno ime Alopex lagopus ali Vulpes lagopus) je majhna lisica, ki živi v hladnih arktičnih območjih severne poloble. Prilagojena je na življenje v ekstremno hladnih razmerah in temperaturnih razlikah tudi do 100 °C. Njihova povprečna življenjska doba v divjini je zgolj 3–4 leta. Prehranjuje se z majhnimi glodavci, mladiči tjulnjev, ribami, ptiči, mrhovino, jagodičevjem in žuželkami. Njeni naravni plenilci so orli, polarni medvedi, rosomahi, navadne lisice in grizliji. Najdemo jih v tundrskem ali subpolarnem podnebju na severnih delih Evrope, Azije in Amerike. Je edini avtohtoni kopenski sesalec na Islandiji.

## Zgradba telesa
Povprečna dolžina samca polarne lisice je 46–68 cm, samic pa 41–55 cm. Na nekaterih območjih ni razlike v velikosti med samci in samicami. Povprečna višina je 25–30 cm, povprečna dolžina repa pa 30 cm. Samci tehtajo 3,2–9,4 kg, samice pa 1,4–3,2 kg. Oblika telesa polarne lisice je predvsem okrogla, saj tako preprečuje uhajanje telesne temperature. Pokrite so z debelim toplim kožuhom, ki je pozimi snežno bele barve, poleti pa rjavo-sive.

## Prehranjevanje
Najbolj pogost vir prehrane polarnih lisic so lemingi, arktični glodavci. Kjer lemingov ni, kot na nekaterih območjih Kanade, pa se prehranjujejo predvsem s pticami selivkami, na Islandiji z ribami. Zaradi ekstremnih razmer so polarne lisice vsejede živali, zato na njihovem jedilniku najdemo tudi jagodičevje, jajca, morsko travo in mrhovino, ki jo za seboj pustijo večji plenilci, kot so polarni medvedi in volkovi. V ekstremnih razmerah se prehranjujejo tudi z iztrebki. Ob pomanjkanju hrane si polarne lisice delajo zalogo in skladiščijo lastno maščobo. Na začetku zime imajo polarne lisice 14740 kJ shranjene energije samo iz maščob. Povprečna lisica na dan potrebuje približno 471 kJ za preživetje. Ker so spretne kradljivke ptičjih jajc, si z njimi delajo zalogo za čez zimo. Na uro lahko ukradejo 2,7–7,3 gosjih jajc, s katerimi se prehranjujejo celo zimo, saj so izotopne raziskave pokazale, da se energijska vrednost jajc v 60 dneh zniža le za 11 %.

## Razmnoževanje
Polarne lisice se parijo spomladi. Breje so približno 52 dni, v enem leglu je lahko tudi do 25 mladičev, vendar je vse odvisno od količine hrane. V ekstremnih razmerah se polarne lisice ne razmnožujejo. Z mladiči živijo v podzemnih brlogih, velikih tudi do 1000 m2, ki služijo več generacijam. Najraje zbirajo brloge, ki imajo več vhodov in tunelov v primeru napada plenilcev. Kvaliteta brloga je lisicam bolj pomembna kot bližina hrane. Polarne lisice živijo v monogamnih skupnostih, kjer oba starša skrbita za mladiče, ki po 3–4 tednih prvič zapustijo brlog.

## Ogroženost
Stanje ohranjenosti vrste je načeloma dobro, saj naj bi po ocenah strokovnjakov v divjini živelo več sto tisoč polarnih lisic. Svetovna populacija polarnih lisic ni ogrožena, ogroženi sta dve subpopulaciji. Težave se pojavljajo v Skandinaviji, kjer so polarne lisice sicer zaščitene pred lovom, vendar na Norveškem, Finskem in Švedskem skupaj živi zgolj 200 odraslih lisic. Prav tako število polarnih lisic vpada sorazmerno z vpadom njihovega plena. Zaradi podnebnih sprememb so bile polarne lisice primorane migrirati v toplejše kraje, kjer, zaradi majhnega števila volkov, dominirajo navadne lisice. Največji vpliv na drastičen vpad populacije je imela prodaja krzna. Na začetku 20. stoletja so cene krzna narasle in lov na polarne lisice je postal popolnoma nenadzorovan. Posledica lova leta 1997 je privedla do zgolj 60 odraslih lisic na Švedskem, 11 odraslih lisic na Finskem in približno 50 lisic na Norveškem. Stanje po skoraj 90. letih ostaja enako.